# Cyatheaceae
Famille

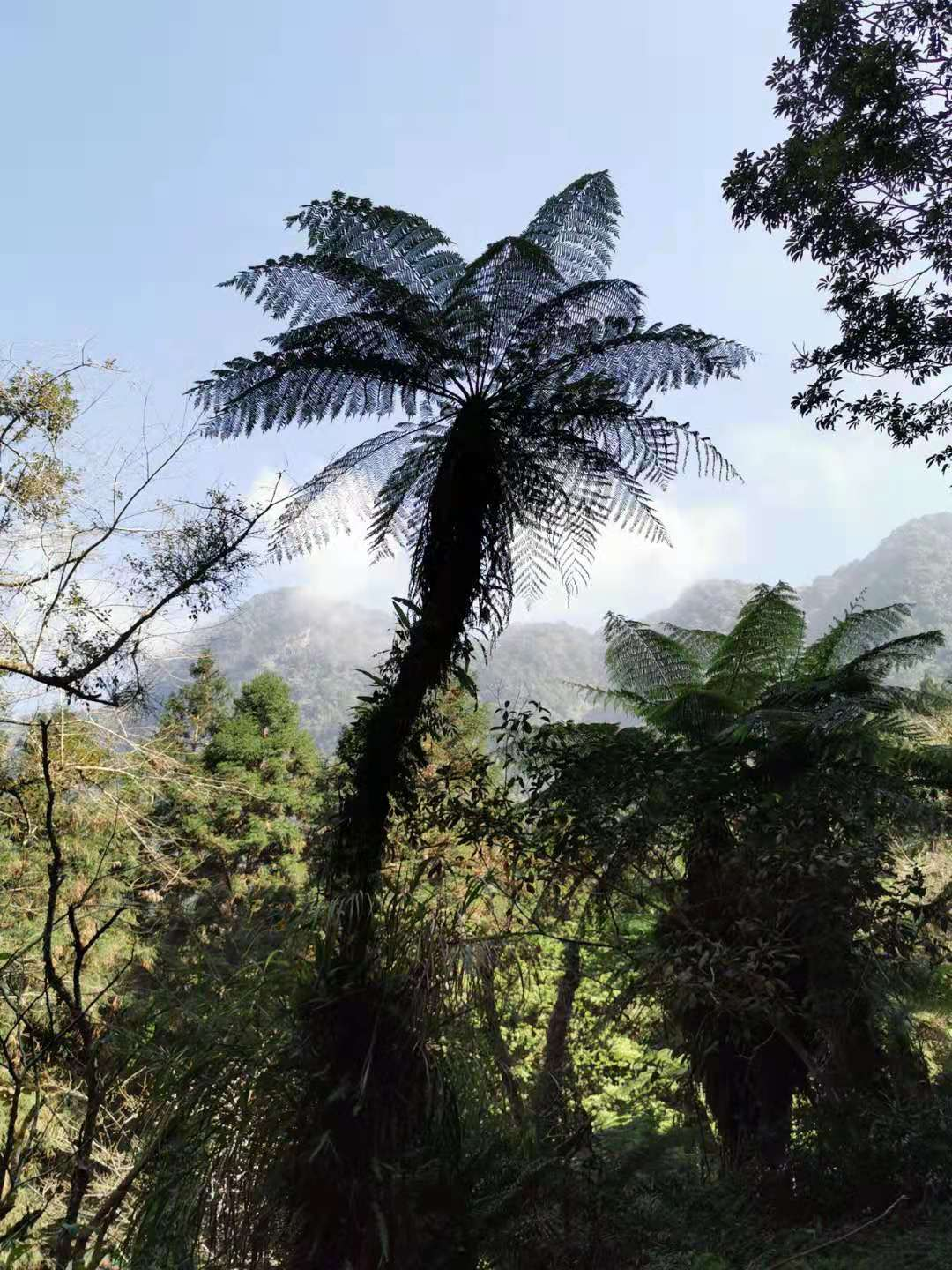
Alsophila spinulosa.

Les Cyatheaceae forment une famille de fougères qui comprend les plus grandes fougères arborescentes du monde. Les plus grandes atteignent entre 25 et 30 m en Nouvelle-Calédonie (l'espèce Cyathea intermedia).
Ces plantes étaient très courantes à la fin du Jurassique. On en a retrouvé abondamment dans les sites fossilifères de cette époque. On pense que la famille est apparue sous cette forme à partir du tertiaire.
Toutes les Cyatheaceae possèdent des sortes d'écailles végétales alors que la famille des Dicksoniaceae possède communément des sortes de poils. Leur frondes sont très grandes, certainement parmi les plus grandes du règne végétal. Certaines espèces ont des frondes pouvant atteindre 3 à 4 m de long, la dernière couronne pouvant atteindre environ 6 m. Les sores se développent loin de la marge des pinnules et sont allongés ou arrondis. Certaines espèces sont rampantes ou épiphytes, mais ce sont des exceptions. Le gamétophyte est vert et cordiforme.

## Étymologie
Le nom vient du genre type Cyathea, dérivé du grec κυάθιος / kyathios, « gobelet ; tasse », en référence à la forme de l'indusie (membrane protectrice des sporanges) de certaines espèces.

## Classification
Le nombre exact d'espèces n'est pas connu, la classification des Cyatheaceae est controversée et une nouvelle version a été récemment proposée au vu des analyses génétiques. Cette dernière classification propose le genre traditionnel des Cnemidaria et celui des Cyathea, lui-même partagé en sous-genres Alsophila, Cyathea, et Sphaeropteris. Il est probable qu'avec le temps, le genre Cyathea sera scindé en d'autres genres.
Les trois espèces de La Réunion possèdent un nom vernaculaire, les Fanjans.

## Liste des genres
- Alsophila R.Br.
- Cnemidaria C.Presl
- Cyathea Sm.
- Nephelea R.M.Tryon
- Trichopteris C.Presl.